# Jaume Serra-Poquet i Nadal
(Sa Pobla, 1697-Palma, 1775) Doctor en ambdós drets i catedràtic de la Universitat de Mallorca, relator i oïdor de la Reial Audiència de Mallorca (1754-1774). Ocupà les funcions de regent del regne de Mallorca en tres vacants, en una de les quals integrà les pròpies del virrei.

## Publicacions
- Discurso en derecho por D. Agustín Sureda Valero Cavallero del habito de Alcántara, con los PP. Carmelitas de esta Ciudad sobre la fundación de dos misas pérpetuas. s/d.
- Por D. Nicolas Conrado Pro. y D. Jaime Conrado hermanos, con Dª Juana Martorell viuda de D. Jaime Sampol menor sobre la sucesion de los bienes que posee D. Jaime Conrado hermanos, pertenéceles por los fideicomisos fundados por Gabriel Oliver, Jaime Sampol, Juana Oliver, y el Dr. Narciso Sampol. Palma 1753.